# Elecciones municipales de Taipéi de 1951
Las elecciones municipales de Taipéi de 1951 tuvieron lugar el 1 de octubre de 1950 con el objetivo de elegir a los miembros del Concejo Municipal para el período 1950-1953 y 7 de enero de 1951 con el objetivo de elegir al Alcalde para el período 1951-1954. El 28 de diciembre de 1952 se llevó a cabo otra elección para elegir miembros del Concejo Municipal para el período 1953-1955. Fueron las primeras elecciones directas para el alcalde de la capital provisional de la República de China. Debido a la prohibición de casi toda la oposición política, el oficialista Kuomintang fue el único partido autorizado para presentar candidaturas. Sin embargo, se presentaron cinco candidatos independientes, la mayoría apoyados por algún partido opositor clandestino.
Triunfó y fue elegido Wu San-lien, del Partido Socialista Democrático de China (CDSP), nominalmente un candidato independiente, con 65.61% de los votos contra el 20.01% de Kao Yu-shu y el 8.80% de Zhuang Yaoyao, ambos independientes. Ningún otro candidato superó el 3% de los votos, y Lin Zigui, del Kuomintang y único candidato legalmente partidista, conllevó a su partido una devastadora derrota al obtener solo el 1.58% de los votos, posicionándose en quinto lugar. La victoria de Wu ostenta el récord de ser el ser el porcentaje de votos más amplio que jamás lograría un alcalde electo ajeno al Kuomintang (el segundo en general) y la mayor ventaja porcentual sobre el segundo candidato, con 45.60 puntos de diferencia.
Wu, que ya ejercía la alcaldía designada desde el 6 de febrero de 1950, tomó licencia en noviembre para iniciar su campaña electoral, y fue juramentado como alcalde electo el 1 de febrero de 1951.

## Resultados
|  | 65.61 % |

|  | 20.01 % |

|  | 8.80 % |

|  | 2.78 % |

|  | 1.58 % |

|  | 0.70 % |

|  | 0.52 % |

|  | 97.89 % |

|  | 2.11 % |

|  | 100.00 % |

|  | 55.59 % |